# Дом 16 на улице Тхапсаева

Фото 1984 года

«Дом 16 на улице Тхапсаева» — памятник истории во Владикавказе, Северная Осетия. Объект культурного наследия России регионального значения. Памятник, связанный с жизнью известных общественных деятелей, развитием осетинской культуры и науки. Находится на улице Тхапсаева, 16.
Дом расположен в исторической части города на правом берегу реки Терек, от которого его отделяет Детский парк, входящий в границы Парка имени Коста Хетагурова. Фасад здания выходит на улицу Тхапсаева.
В доме проживали известные общественные деятели Северной Осетии:
- с 1963 по 1977 год — учёный-экономист Борис Александрович Цуциев в квартире № 6[3];
- с 1962—1981 год — осетинский писатель Тазрет Урусбиевич Бесаев в квартире № 39[4];
- с 1962—1975 год — учёный Хасанбек Бахоевич Дзанагов в квартире № 21;
- с 1962 по 1979 год — учёный Михаил Сосланбекович Тотоев в квартире № 81[5].

Здание внесено в реестр охраняемых памятников истории 4 мая 1984 года Главным управлением охраны, реставрации и использования памятников истории и культуры Министерства истории и культуры СССР.
Описание
Типовой пятиэтажный кирпичный дом на бетонном, ленточном фундаменте построен в 1962 году. Внутренние перегородки гипсо-плитовые, перекрытия железобетонные, полы в квартирах паркетные. Вход в подъезды со стороны двора. От второго до пятого этажа уличного фасада находятся балконы, которые чередуются с лоджиями. Во внутренней стороне расположены только балконы.